# Trawniak
Trawniak (Akodon) – rodzaj ssaków z podrodziny bawełniaków (Sigmodontinae) w obrębie rodziny chomikowatych (Cricetidae).

## Rozmieszczenie geograficzne
Rodzaj obejmuje gatunki występujące w Ameryce Południowej.

## Morfologia
Długość ciała (bez ogona) 60–158 mm, długość ogona 46–110 mm, długość ucha 8–20 mm, długość tylnej stopy 17–29 mm; masa ciała 10–70 g.

## Systematyka
Rodzaj zdefiniował w 1833 roku pruski botanik, lichenolog i zoolog Franz Meyen w artykule zatytułowanym Wkład w zoologię, zebrany podczas podróży dookoła świata, opublikowanym w czasopiśmie „Nova acta physico-medica Academiae Caesareae Leopoldino-Carolinae Naturae Curiosum”. Gatunkiem typowym jest (oryginalne oznaczenie) trawniak boliwijski (A. boliviensis).

### Etymologia
- Akodon (Acodon, Axodon): gr. ακη akē ‘punkt’; οδους odous, οδοντος odontos ‘ząb’[17].
- Microxus: gr. μικρος mikros ‘mały’[18]; οξυς oxus ‘ostry, spiczasty’[19]. Gatunek typowy (oryginalne oznaczenie): Oxymycterus mimus O. Thomas, 1901.
- Chalcomys: gr. χαλκος khalkos ‘brąz, miedź’[20]; μυς mus, μυος muos ‘mysz’[21]. Gatunek typowy (oryginalne oznaczenie): Akodon aerosus O. Thomas, 1913
- Hypsimys: gr. ὑψι hupsi ‘na wysokości, wysoko’[22]; μυς mus, μυος muos ‘mysz’[21]. Gatunek typowy (oryginalne oznaczenie): Hypsimys budini O. Thomas, 1918.
- Plectomys: gr. πλεκτος plektos ‘spleciony, skręcony’, od πλεκω plekō ‘zaplatać’[23]; μυς mus, μυος muos ‘mysz’[21].
- Albakodon: łac. albus ‘biały’; rodzaj Akodon Meyen, 1833[10]. Gatunek typowy (oryginalne oznaczenie): Akodon albiventer O. Thomas, 1897.
- Miniakodon: łac. minimus ‘mniejszy’, forma wyższa od parvus ‘mały’; rodzaj Akodon Meyen, 1833[10]. Gatunek typowy: autorzy wymienili kilka gatunków – Akodon iniscatus O. Thomas, 1919, Akodon philipmyersi Pardiñas, D’Elía, Cirignoli & Suárez, 2005, Miniakodon rumbolli Agnolín, Derguy, Godoy & Chimento, 2019 (= Mus? Azarae J.B. Fischer, 1829), Miniakodon chebezi Agnolín, Derguy, Godoy & Chimento, 2019 (= Mus? Azarae J.B. Fischer, 1829), Miniakodon bibianae Agnolín, Derguy, Godoy & Chimento, 2019 (= Mus? Azarae J.B. Fischer, 1829) i Miniakodon azarae Agnolín, Derguy, Godoy & Chimento, 2019 (= Mus? Azarae J.B. Fischer, 1829) — nie wyznaczając gatunku typowego.
- Macroakodon: gr. μακρος makros ‘długi’; rodzaj Akodon Meyen, 1833[11]. Gatunek typowy (oryginalne oznaczenie): Akodon dolores O. Thomas, 1916.

### Podział systematyczny
Do rodzaju należą następujące występujące współcześnie gatunki:
| Grafika | Gatunek                  | Autor i rok opisu                                                                | Nazwa zwyczajowa      | Podgatunki         | Rozmieszczenie geograficzne | Podstawowe wymiary                                 | Status IUCN |
| ------- | ------------------------ | -------------------------------------------------------------------------------- | --------------------- | ------------------ | --- | -------------------------------------------------- | ----------- |
|         | Akodon mollis            | O. Thomas, 1894                                                                  | trawniak puszysty     | 3 podgatunki       | Andy w Ekwadorze i północno-zachodnim Peru (izolowana populacja na południu); prawdopodobnie skrajnie południowa Kolumbia; zakres wysokości: powyżej 2000 m n.p.m. | DC: 8,1–11,3 cm DO: 5,5–9,2 cm MC: 19–32 g         | LC          |
|         | Akodon affinis           | (J.A. Allen, 1912)                                                               | trawniak kolumbijski  | gatunek monotypowy | endemit Kolumbii: zachodnie Andy; zakres wysokości: 1800–2800 m n.p.m.                                                                                             | DC: około 8,4 cm DO: około 6,5 cm MC: brak danych  | LC          |
|         | Akodon aerosus           | O. Thomas, 1913                                                                  | trawniak wyżynny      | gatunek monotypowy | wschodnie zbocza Andów od południowej Kolumbii do środkowego Peru; zakres wysokości: 1200–2400 m n.p.m.                                                            | DC: 9,6–11,9 cm DO: 7–8,6 cm MC: brak danych       | LC          |
|         | Akodon baliolus          | Osgood, 1915                                                                     |                       | gatunek monotypowy | zachodnie Andy od południowo-wschodniego Peru (Cuzco) do środkowej Boliwii (Cochabamba)                                                                            | DC: 9,6–11,9 cm DO: 7–8,6 cm MC: brak danych       | NE          |
|         | Akodon orophilus         | Osgood, 1913                                                                     | trawniak inkaski      | gatunek monotypowy | endemit Peru: wschodnie zbocza Andów na wschód od rzeki Marañón (Amazonas i północne San Martín); zakres wysokości: 1900–2860 m n.p.m.                             | DC: 9,5–11 cm DO: 7,4–10 cm MC: brak danych        | LC          |
|         | Akodon josemariarguedasi | Jiménez, Pacheco & Vivas, 2013                                                   |                       | gatunek monotypowy | endemit Peru: na południe od rzeki Huallaga w Huánuco; zakres wysokości: 2900–3800 m n.p.m.                                                                        | DC: około 10 cm DO: około 8,9 cm MC: brak danych   | NE          |
|         | Akodon juninensis        | Myers, J.L. Patton & M.F. Smith, 1990                                            | trawniak juniński     | gatunek monotypowy | endemit Peru: zachodnie i wschodnie zbocza Andów; zakres wysokości: 2700–3800 m n.p.m.                                                                             | DC: około 9,7 cm DO: około 6,2 cm MC: brak danych  | LC          |
|         | Akodon subfuscus         | Osgood, 1944                                                                     | trawniak punański     | 2 podgatunki       | Altiplano i andyjskie zbocza od południowego Peru do środkowej Boliwii; zakres wysokości: 1900–2500 m n.p.m.                                                       | DC: 8–9,2 cm DO: 6,4–6,8 cm MC: około 21 g         | LC          |
|         | Akodon torques           | (O. Thomas, 1917)                                                                | trawniak mgielny      | gatunek monotypowy | endemit Peru: wschodnie andyjskie lasy mgliste; zakres wysokości: 2000–3800 m n.p.m.                                                                               | DC: około 10,4 cm DO: około 9,1 cm MC: brak danych | LC          |
|         | Akodon surdus            | O. Thomas, 1917                                                                  | trawniak cichy        | gatunek monotypowy | endemit Peru: obszar Machu Picchu (Cuzco); zakres wysokości: 600–2000 m n.p.m.                                                                                     | DC: około 11 cm DO: około 8 cm MC: brak danych     | VU          |
|         | Akodon kotosh            | Jiménez & Pacheco, 2016                                                          |                       | gatunek monotypowy | endemit Peru: Cordillera de Carpish (Huánuco); zakres wysokości: powyżej 2400 m n.p.m.                                                                             | DC: 9,8–12,2 cm DO: 7,1–10 cm MC: brak danych      | NE          |
|         | Akodon albiventer        | O. Thomas, 1897                                                                  | trawniak białobrzuchy | gatunek monotypowy | południowo-wschodnie Peru, południowo-zachodnia Boliwia, skrajnie północno-wschodnie Chile i północno-zachodnia Argentyna; zakres wysokości: 2350–4500 m n.p.m.    | DC: 8,6–10,9 cm DO: 6,9–7,7 cm MC: 21–36 g         | LC          |
|         | Akodon boliviensis       | Meyen, 1833                                                                      | trawniak boliwijski   | gatunek monotypowy | południowo-wschodnie Peru przez środkową Boliwię do północno-zachodniej Argentyny; zakres wysokości: 3700–5000 m n.p.m.                                            | DC: około 9 cm DO: około 6,5 cm MC: około 23 g     | LC          |
|         | Akodon lindberghi        | Hershkovitz, 1990                                                                | trawniak reliktowy    | gatunek monotypowy | endemit Brazylii: Cerrado (Goiás i Dystrykt Federalny) i Mata Atlântica (Minas Gerais i Rio de Janeiro; zakres wysokości: 550–1500 m n.p.m.                        | DC: 6,7–9,3 cm DO: 4,9–7,4 cm MC: 11–31 g          | DD          |
|         | Akodon cursor            | (Winge, 1887)                                                                    | trawniak biegający    | gatunek monotypowy | endemit Brazylii: od Paraíba na południe do Parana; zakres wysokości: 0–2000 m n.p.m.                                                                              | DC: 11,5–12 cm DO: 9–9,3 cm MC: 43–54 g            | LC          |
|         | Akodon montensis         | O. Thomas, 1913                                                                  | trawniak galeriowy    | gatunek monotypowy | południowo-wschodnia i południowa Brazylia, środkowey i wschodni Paragwaj oraz północno-wschodnia Argentyna; zakres wysokości: powyżej 800 m n.p.m.                | DC: 10,3–11 cm DO: 8,4–9 cm MC: 23–29 g            | LC          |
|         | Akodon lutescens         | J.A. Allen, 1901                                                                 | trawniak płaskowyżowy | gatunek monotypowy | wschodnie zbocza Andów od południowo-wschodniego Peru do środkowo-zachodniej Boliwii; zakres wysokości: 1130–4560 m n.p.m.                                         | DC: około 8 cm DO: około 8,9 cm MC: 10–20 g        | LC          |
|         | Akodon mimus             | (O. Thomas, 1901)                                                                | trawniak kordylierski | gatunek monotypowy | wschodnie zbocza Andów od południowo-wschodniego Peru (Puno) do środkowej Boliwii (Santa Cruz); zakres wysokości: 2000–3700 m n.p.m.                               | DC: około 9,7 cm DO: około 9,4 cm MC: brak danych  | LC          |
|         | Akodon kofordi           | Myers & J.L. Patton, 1989                                                        | trawniak peruwiański  | gatunek monotypowy | wschodnie zbocza Andów od południowo-wschodniego Peru do środkowo-zachodniej Boliwii; zakres wysokości: 1800–3700 m n.p.m.                                         | DC: około 9,6 cm DO: około 7,8 cm MC: brak danych  | LC          |
|         | Akodon fumeus            | O. Thomas, 1902                                                                  | trawniak przydymiony  | gatunek monotypowy | wschodnie zbocza Andów w skrajnie południowo-wschodnim Peru (Puno), Boliwii i północno-zachodniej Argentynie (Salta i Jujuy); zakres wysokości: 700–3800 m n.p.m.  | DC: 9,5–10,8 cm DO: 7,8–9,5 cm MC: brak danych     | LC          |
|         | Akodon dayi              | Osgood, 1916                                                                     | trawniak ciemny       | gatunek monotypowy | endemit Bolwii: Pando do zachodnio-środkowego Santa Cruz; zakres wysokości: 250–2450 m n.p.m.                                                                      | DC: 11–13,4 cm DO: 7,5–8,4 cm MC: 26–41 g          | LC          |
|         | Akodon siberiae          | Myers & Patton, 1989                                                             | trawniak górski       | gatunek monotypowy | endemit Bolwii: las mglisty Siberia (Cochabamba i zachodnie Santa Cruz); zakres wysokości: 1800–3100 m n.p.m.                                                      | DC: 9,3–11,2 cm DO: 7,7–10,1 cm MC: 21–31 g        | NT          |
|         | Akodon caenosus          | O. Thomas, 1918                                                                  |                       | gatunek monotypowy | południowo-środkowa Boliwia do północno-zachodniej Argentyny; zakres wysokości: 400–3100 m n.p.m.                                                                  | DC: 7,8–9,4 cm DO: 4,6–7,5 cm MC: 10,5–27 g        | DD          |
|         | Akodon pervalens         | O. Thomas, 1925                                                                  | trawniak samotny      | gatunek monotypowy | endemit Boliwii: znany z kilku miejsc w Chuquisaca i Tarija; zakres wysokości: 900–2100 m n.p.m.                                                                   | DC: około 11,6 cm DO: około 9,3 cm MC: brak danych | DD          |
|         | Akodon simulator         | O. Thomas, 1916                                                                  | trawniak szarobrzuchy | gatunek monotypowy | południowa Boliwia (Tarija) i półncono-zachodnia Argentyna (Jujuy, Salta, Tucumán, Catamarca i La Rioja; zakres wysokości: 400–3000 m n.p.m.                       | DC: 9,3–12,5 cm DO: 6,1–9,1 cm MC: 18,5–56 g       | LC          |
|         | Akodon budini            | (O. Thomas, 1918)                                                                | trawniak andyjski     | gatunek monotypowy | wschodnie zbocza Andów w południowo-środkowej Boliwii i północno-zachodniej Argentynie; zakres wysokości: 800–2800 m n.p.m.                                        | DC: 11,4–11,8 cm DO: 5,2–8,5 cm MC: 22–43 g        | LC          |
|         | Akodon varius            | O. Thomas, 1902                                                                  | trawniak zmienny      | gatunek monotypowy | endemit Boliwii: wschodnie zbocza Andów; zakres wysokości: 365–3200 m n.p.m.                                                                                       | DC: 10,5–11,8 cm DO: 8–11 cm MC: 18–32 g           | DD          |
|         | Akodon mystax            | Hershkovitz, 1998                                                                | trawniak eremicki     | gatunek monotypowy | endemit Brazylii: znany tylko z miejsca typowego (zachodnie zbocze góry Caparaó, Minas Gerais); zakres wysokości: powyżej 1800 m n.p.m.                            | DC: 6,6–10,1 cm DO: 4,8–7,6 cm MC: brak danych     | DD          |
|         | Akodon paranaensis       | A.U. Christoff, Fagundes, I.J. Sbalqueiro, Mattevi & Yonenaga-Yassuda, 2000      | trawniak parański     | gatunek monotypowy | południowo-wschodnia i połudnowa Brazylia, wschodni Paragwaj i północno-wschodnia Argwentyna (Misiones); zakres wysokości: 900–1800 m n.p.m.                       | DC: 8,8–12,5 cm DO: 6–9,2 cm MC: 39–42 g           | LC          |
|         | Akodon sanctipaulensis   | Hershkovitz, 1990                                                                | trawniak skryty       | gatunek monotypowy | endemit Brazylii: znany z kilku miejsc w Serra do Mar (São Paulo)                                                                                                  | DC: 7,3–10 cm DO: 5,8–7,5 cm MC: brak danych       | DD          |
|         | Akodon sylvanus          | O. Thomas, 1921                                                                  | trawniak leśny        | gatunek monotypowy | endemit Argentyny: znany z kilku miejsc w Serra de Santa Bárbara (południowo-wschodnie Jujuy); zakres wysokości: 900–2400 m n.p.m.                                 | DC: 8,3–11,4 cm DO: 6,8–8,9 cm MC: 16–35 g         | LC          |
|         | Akodon spegazzinii       | O. Thomas, 1897                                                                  | trawniak murawowy     | gatunek monotypowy | endemit Argentyny: wschodnie zbocza Andów od Salta do La Rioja; zakres wysokości: 400–3500 m n.p.m.                                                                | DC: 6–10,3 cm DO: 4,6–8,3 cm MC: 13–34 g           | LC          |
|         | Akodon oenos             | J.K. Braun, Mares & R.A. Ojeda, 2000                                             | trawniak winnicowy    | gatunek monotypowy | endemit Argentyny: pólnocno-środkowa i południowo-środkowa Mendoza; zakres wysokości: 400–3500 m n.p.m.                                                            | DC: 9,8–10,7 cm DO: 6,2–7,6 cm MC: 19,9–34 g       | NE          |
|         | Akodon toba              | O. Thomas, 1921                                                                  | trawniak paragwajski  | gatunek monotypowy | południowo-wschodnia Boliwia, zachodni Paragwaj, skrajnie południowo-zachodnia Brazylia oraz północna Argentyna; zakres wysokości: powyżej 1000 m n.p.m.           | DC: 9,1–12,6 cm DO: 6,7–8,5 cm MC: 25–57 g         | LC          |
|         | Akodon azarae            | (J.B. Fischer, 1829)                                                             | trawniak łąkowy       | gatunek monotypowy | wschodni i południowy Paragwaj, południowa Brazylia, północno-wschodnia i wschodnio-środkowa Argentyna oraz Urugwaj                                                | DC: 9,3–9,6 cm DO: 6,8–8,4 cm MC: 20–29 g          | LC          |
|         | Akodon philipmyersi      | Pardiñas, D’Elía, Cirignoli & Suárez, 2005                                       | trawniak argentyński  | gatunek monotypowy | endemit Argentyny: znany z 2 miejsc w południowym Misiones | DC: około 9,2 cm DO: około 6 cm MC: około 19 g     | DD          |
|         | Akodon kadiweu           | Brandão, Percequillo, D’Elía, Paresque & Carmignotto, 2021                       |                       | gatunek monotypowy | endemit Brazylii: znany tylko z miejsca typowego (północne Serra de Bodoquena, Mato Grosso do Sul)                                                                 | DC: 8,4–9,7 cm DO: 8–8,5 cm MC: około 20 g         | NE          |
|         | Akodon reigi             | E.M. González, Langguth & L.F.B. de Oliveira, 1998                               | trawniak moczarowy    | gatunek monotypowy | skrajnie południowa Brazylia (południowe Rio Grande do Sul) oraz północny i wschodni Urugwaj                                                                       | DC: 9,2–12,3 cm DO: 8,8–9,7 cm MC: 20–61 g         | LC          |
|         | Akodon polopi            | Jayat, P.E. Ortiz, Salazar-Bravo, Pardiñas & D’Elía, 2010                        | trawniak zawiły       | gatunek monotypowy | endemit Argentyny: znany z kilku miejsc w Córdoba i San Luis; zakres wysokości: 1200–2250 m n.p.m.                                                                 | DC: 7,9–10,3 cm DO: 5,4–8,3 cm MC: 22–48 g         | LC          |
|         | Akodon dolores           | O. Thomas, 1916                                                                  | trawniak smętny       | gatunek monotypowy | endemit Argentyny: od Tucumán i Santiago del Estero na południe do północno-wschodneigo Chubut                                                                     | DC: 10,7–11,1 cm DO: 7,4–7,6 cm MC: 38–43 g        | LC          |
|         | Akodon iniscatus         | O. Thomas, 1919                                                                  | trawniak patagoński   | gatunek monotypowy | północna Patagonia w południowo-środkowej i południowej Argentynie oraz przyległym skrajnie środkowym Chile; zakres wysokości: 0–1000 m n.p.m.                     | DC: około 9,4 cm DO: około 5,9 cm MC: około 22 g   | LC          |
|         | Akodon diauarum          | Brandão, Carmignotto, Percequillo, A.U. Christoff, Mendes-Oliveira & Geise, 2022 |                       | gatunek monotypowy | endemit Brazylii: północno-wschodnie Mato Grosso oraz południowa i południowo-wschodnia Pará; zakres wysokości: 100–710 m n.p.m.                                   | DC: 9,2–13,5 cm DO: 6,3–10,2 cm MC: 28–70 g        | NE          |

Kategorie IUCN:  LC  – gatunek najmniejszej troski,  NT  – gatunek bliski zagrożenia,  VU  – gatunek narażony,  DD  – gatunki o nieokreślonym stopniu zagrożenia;  NE  – gatunki niepoddane jeszcze ocenie.
Opisano również gatunki wymarłe:
- Akodon clivigenis (Winge, 1888)[28] (Brazylia)
- Akodon johannis Reig, 1987[29] (Argentyna; plejstocen)
- Akodon lorenzinii Reig, 1987[30] (Argentyna; plejstocen)